# Kobry
Kobry – zbiorcza nazwa kilku rodzajów jadowitych węży (Naja, Ophiophagus, Hemachatus, Boulengerina) z rodziny zdradnicowatych. Zamieszkują tropikalne i pustynne tereny Azji i Afryki. Ich jad jest niebezpieczny dla człowieka.

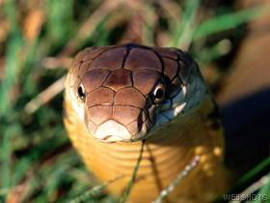
Kobra królewska (Ophiophagus hannah)

## Kobry afrykańskie
- Boulengerina annulata – kobra wodna
- Hemachatus haemachatus – kobra plująca
- Naja haje – kobra egipska
- Naja katiensis
- Naja melanoleuca – kobra czarnobiała
- Naja mossambica
- Naja nigricollis – kobra czarnoszyja
- Naja nivea – kobra przylądkowa
- Naja pallida

## Kobry azjatyckie
Kobry azjatyckie stanowią co najmniej 8 odrębnych gatunków z rodzaju Naja. Niegdyś wszystkie były uważane za podgatunki Naja Naja.
- Kobra indyjska (Naja naja)
- Kobra środkowoazjatycka (Naja oxiana)
- Kobra pospolita (Naja atra)
- Kobra nepalska (Naja kaouthia)
- Naja sumatrana (Naja sumatrana)
- Naja sputatrix (Naja sputatrix)
- Naja samarensis (Naja samarensis)
- Naja philippinensis (Naja philippinensis)
- Kobra królewska (Ophiophagus hannah)

## Ewolucja
Najstarsze ślady kopalniane węży z grupy Proteroglypha pochodzą z Europy Środkowej, sprzed około 19–20 mln lat temu. Należały do rodzaju Naja (nazywanego niegdyś Palaeonaja), który pojawił się w początkach miocenu i wywodzi się z pewnością z Afryki. W miocenie kobry szeroko rozprzestrzeniły się w całej południowej części Europy. Kobry wyginęły w Europie około 2- 3 mln lat temu; możliwe, że na skutek zmian klimatycznych. Prawdopodobnie w okolicach Morza Egejskiego kobry żyły, aż do 1,5 mln lat temu; ponieważ znacznie dłużej panowały tam sprzyjające warunki klimatyczne. Obecnie kobry wyginęły już w Europie i występują w Azji i Afryce. Wiele odnalezionych skamieniałości to czaszki i kręgi, które zostały odnalezione m.in. w różnych regionach Francji. Ich analiza pozwoliła na wyróżnienie trzech gatunków w obrębie rodzaju Palaeonaja. W 1990 roku kopalny rodzaj Palaeonaja, zaczęto nazywać w sposób jednolity z aktualnie istniejącym rodzajem Naja.

## Cechy budowy

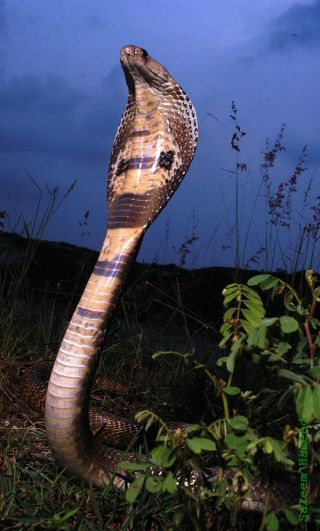
Kobra z rozłożonym kapturem.

- Oczy: czarne, mają okrągłą źrenicę. Powieki są zrośnięte tworząc przezroczystą warstwę, która zasłania oko.
- Głowa: na wysokości skroni widnieją dwa zgrubienia, czyli gruczoły jadowe.
- Pysk: obie gałęzie żuchwy połączone są elastycznym więzadłem, które pozwala na dowolne rozszerzanie pyska.
- Zęby jadowe: nieruchome osadzone z przodu pyska z niemal całkiem zamkniętą rynienką.
- Kaptur: rozłożenie płaszcza możliwe jest dzięki modyfikacji budowy anatomicznej. Przednie żebra są bardzo wydłużone i składane wzdłuż kręgów szyjnych, kiedy płaszcz nie jest rozwinięty.
- Tułów: pokryty różnokolorowymi łuskami, długość tułowia wynosi około 1,5 m.
- Łuski: służą przede wszystkim do ochrony przed utratą wody i ułatwiają poruszanie się. Poszczególne części ciała węża pokryte są różnymi typami łusek. Głowa pokryta jest szerokimi płytkami, na grzbiecie są mniejsze i zachodzą na siebie dachówkowato, brzuszne są szersze i ułożone tylko w jednym szeregu.

## Rozród
Okres reprodukcyjny kobry rozpoczyna się w różnym czasie, np. u kobry indyjskiej i królewskiej kopulacja odbywa się od stycznia do kwietnia, podczas pory deszczowej. W czasie kopulacji samiec okręca się wokół tylnej części ciała samicy i wprowadza do kloaki samicy jeden z dwóch hemipenisów (są w kształcie litery Y). Hemipenisy pokryte są szorstką i ząbkowaną powierzchnią, która umożliwia zakotwiczenie się w układzie rozrodczym samicy. Samica składa zwykle od 10 do 40 jaj, po czym układa się na nich, mieszając je z ziemią i szczątkami roślinnymi. Jaja rozwijają się przez okres 2 miesięcy i stale są pod opieką dorosłych osobników.
Średnie wymiary jaj: 60x34 mm, masa około 40 g. Jaja są niebieskie.

## Polowanie i odżywianie
Kobra wyposażona jest w dobry wzrok, ale podczas polowań kieruje się przede wszystkim węchem. Kiedy kobra znajdzie się blisko ofiary, gwałtownie wyrzuca głowę do przodu i w dół. Podczas ukąszenia, kobra wprowadza przez zęby jadowe jad, który powoli rozprzestrzenia się w ciele ofiary. Dzięki elastycznym więzadłom łączącym obie części żuchwy, kobra może połykać zdobycze większe od siebie. Pokarm tego gada jest bardzo zróżnicowany. Żywi się przede wszystkim: żabami, ropuchami, ptakami i ich jajami, drobnymi ssakami. U kobry królewskiej zaobserwowano akty kanibalizmu.

## Zachowanie
Kobra atakuje w obronie własnej, kiedy jest niepokojona podczas posiłku lub w okresie godowym. W razie niebezpieczeństwa (kobra plująca i czarno szyja) rozpylają krople jadu w skoncentrowanej wiązce w oczy zbliżającego się napastnika.
Postawy ciała:
- Typową postawą polegającą na uniesieniu do góry około 1/3 ciała jest pozycja obronna. Kobra balansuje wówczas uniesioną częścią ciała w prawo i w lewo lub do przodu i do tyłu, zależnie od oddechu i bardzo szybko wysuwa język. Rozłożenie kaptura na karku wskazuje, że gad chce onieśmielić agresora i jest przygotowany do obrony.
- Kiedy kobra rozszerza kaptur na karku, nie unosząc ciała, znaczy to, że się boi i jest gotowa do ucieczki.

## Jad
Ukąszenie przez kobrę azjatycką powoduje wiele skutków, a najważniejszym jest śmiertelne działanie neurotoksyczne. W przypadku ukąszenia przez okularnika ból porównywalny jest do ukłucia. Niecałe 24 godziny później następuje paraliż, który obejmuje kolejno: kończyny, szyję, kark, mięśnie, język, wargi i w końcu gardło. Mówienie początkowo staje się trudne, a w końcu niemożliwe. Warga dolna opada i następuje ślinienie. Pacjent ma coraz większe trudności z połykaniem, a oddychanie staje się bolesne. Można także zaobserwować krwawienie z różnych otworów ciała. W przypadku dostania się jadu do oczu, występuje ostry ból oczu, a czasami jad powoduje czasową lub trwałą ślepotę. Jedynym sposobem przeciwdziałania jadowi jest surowica, która bezpośrednio go neutralizuje. Jednak surowica działa skutecznie tylko wtedy gdy zawiera przeciwciała przeciw jadowi konkretnego gatunku węża. Dziś niewiele krajów azjatyckich może sobie pozwolić na produkcję surowicy, ponieważ jest droga i trudno się ją przechowuje. Innym sposobem neutralizowania jadu jest stosowanie roślin, które przeciwdziałają niektórym skutkom ukąszenia. Taka metoda stosowana jest w tradycyjnej chińskiej medycynie.

## Zagrożenia
Obecnie głównym zagrożeniem dla kobry jest rozwój handlu wężami, który rozwija się m.in. w Tajlandii. Węże zabijane są głównie w celu uzyskania skóry, która później wykorzystywana jest do produkcji luksusowych artykułów. W Tajlandii mimo wprowadzenia kontroli przemysłu przetwarzającego surowce dostarczane przez węże nadal ten rynek pozostaje bardzo słabo kontrolowany. W latach 1980 do 1984 rząd tajlandzkich wydał oficjalny eksport 190000 sztuk kobr z rodzaju Naja.

## Kobra w kulturze

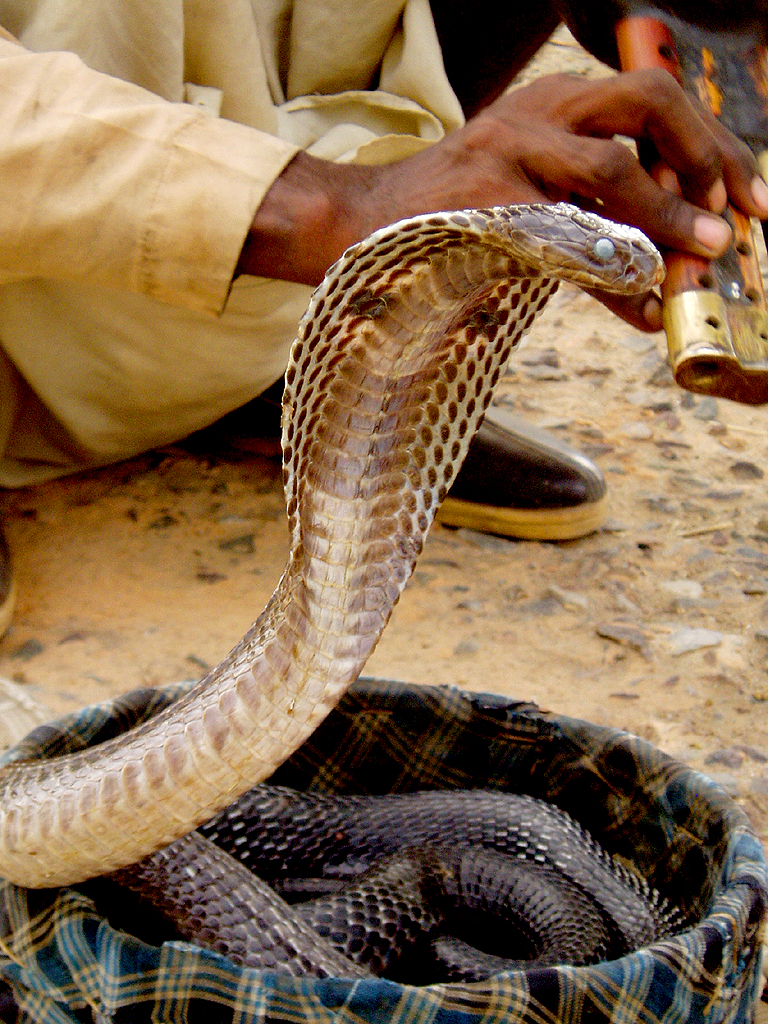
Kobra podczas zaklinana.

W niewoli kobry hodowane są przez zaklinaczy węży, którzy używają ich do pokazów publicznych. Zaklinacze wykorzystują znajomość zachowań węży, co znacznie ogranicza niebezpieczeństwo ataku. Jednak kobry rzadko pozbawiane są zębów jadowych i czasami dochodzi do sytuacji, że zaklinacz pada ofiarą własnego węża. Pułkownik F. Wall, który wykazał głuchotę węży, uważa, że kobrę fascynuje wyłącznie ruch fletu a nie jego muzyka.
Taniec węży wykonywany przez święte kapłanki w obrzędzie religijnym, spotykany w Azji Południowo-Wschodniej. Polega on na gwałtownym przerwaniu tańca i gwałtownym uderzeniu w kosz, wówczas niespodziewanie pojawia się wąż. Tancerka w apogeum tego rytualnego tańca, trzykrotnie całuje głowę kobry królewskiej.
W buddyzmie kobra, występuje w legendzie w której Budda po reinkarnacji wrócił do Indii. Podczas swojej wędrówki musiał odpocząć na prażącym słońcu. W czasie gdy Budda spał, nieopodal przechodziła kobra. Widząc, że człowiek narażony jest na okrutne promienie słoneczne, osłoniła go swoim kapturem, który dawał cień, aż do chwili obudzenia. Budda w podzięce pobłogosławił zwierzę przykładając dwa palce na kapturze.